# Rouleau agricole

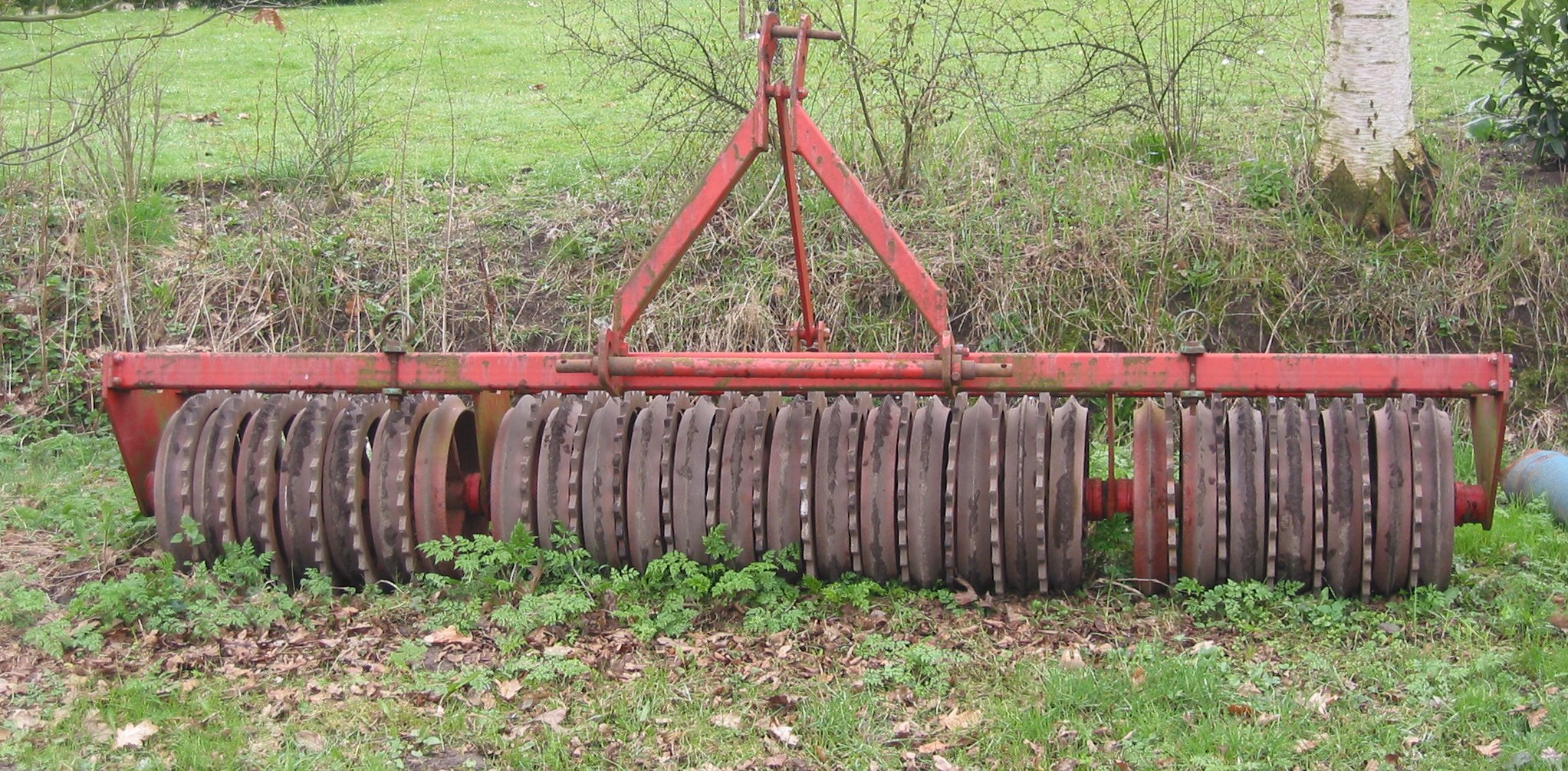
Rouleau « Cambridge » intermédiaire entre le crosskill et le rouleau squelette, type de rouleau très populaire

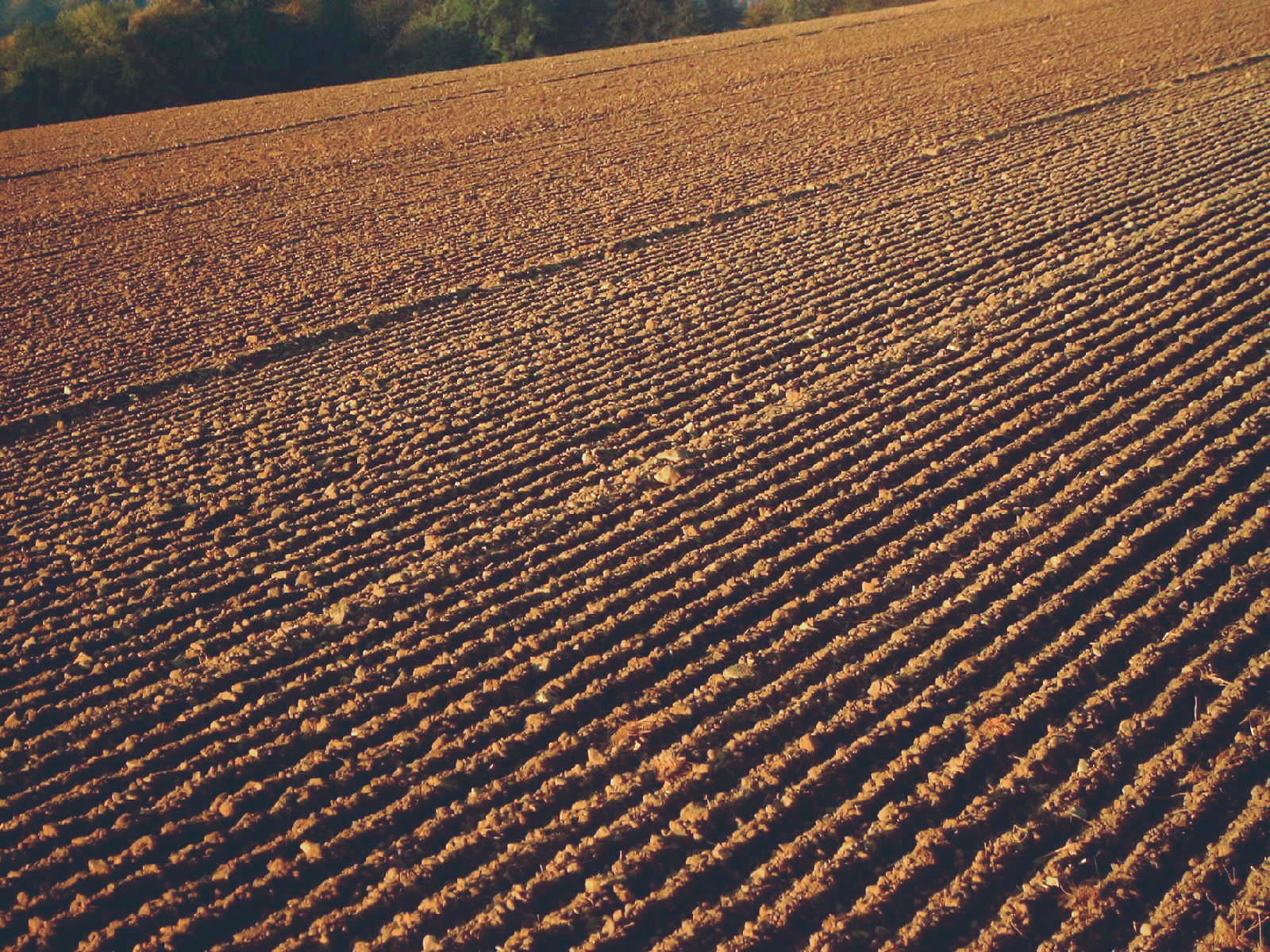
Un champ après le passage du rouleau.

Le rouleau agricole, aussi appelé « brise-motte », « rouleau de plombage » ou « outil de plombage » est un instrument agricole composé d'un ou plusieurs rouleaux métalliques eux-mêmes composés de cylindres ou de disques indépendants.

## Historique
Le rouleau est connu en Europe occidentale depuis 1500 mais son utilisation semble avoir été réservée aux terres fortes jusqu'au XVIIIe siècle, au moment où la métallurgie et la mécanisation permettent d'envisager des outils commodes d'emploi. Cependant l'agronome andalou Ibn Al-Awam avait mentionné l'existence de rouleaux émotteurs dès le XIIe siècle.

## Utilisation
Le rouleau est un outil utilisé depuis le début de la mécanisation et reste bien représenté dans les parcs à matériel. Il est utilisé, selon sa forme et son poids, pour différents travaux du sol tels que :
- briser les mottes, supprimer les petites irrégularités de surface et niveler ;
- éliminer les poches d’air créées lors du gonflement du sol sous l’action du gel ;
- préparer des lits de semis ;
- tasser légèrement le sol pour améliorer le contact terre graine et limiter l'évaporation ;
- rouler des jeunes céréales ou des prairies pour favoriser le tallage;
- contribuer au réglage de la profondeur de travail d'une herse ou d'un cultivateur et rappuyer le sol.

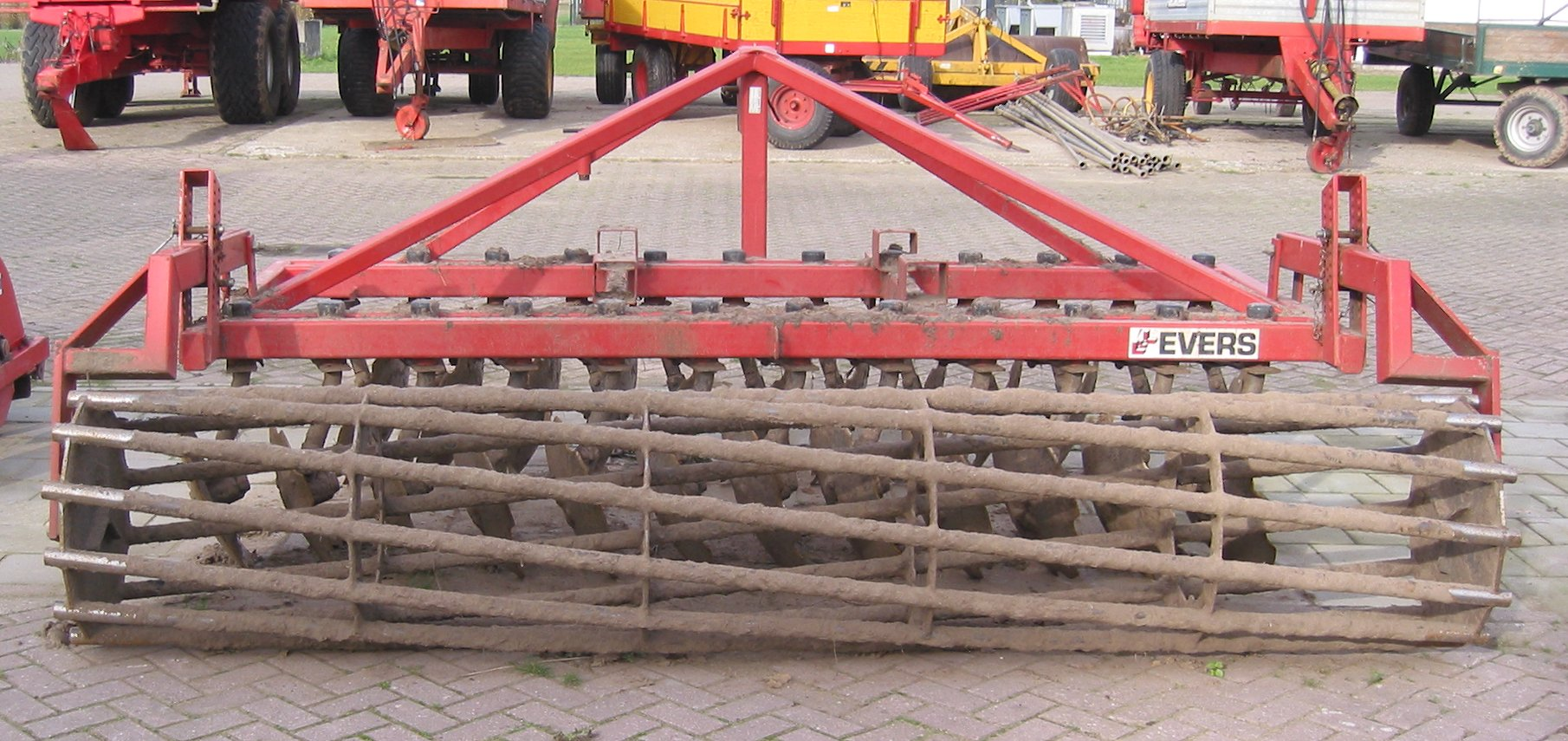
Rouleau-cage à l'arrière d'une herse rotative

Les rouleaux sont aujourd'hui en acier ou fonte et pèsent entre 25 et 35 kilogrammes pour un diamètre de 30 à 50 centimètres. Certains modèles ont un centre évidé pour permettre des mouvements saccadés, d'autres peuvent être lestés en les remplissant d'eau.

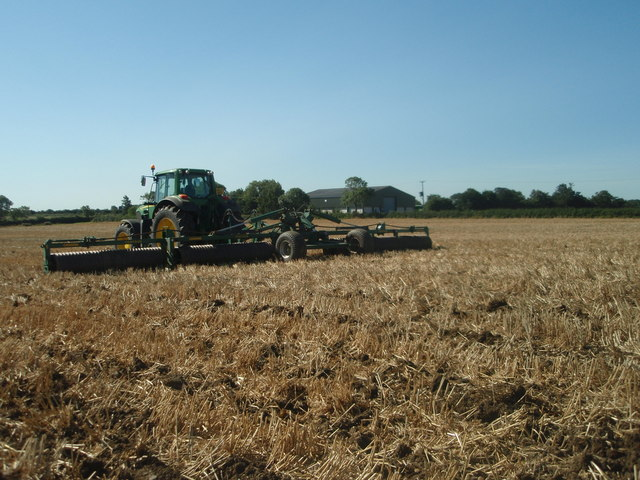
Roulage d'un semis de colza en culture simplifiée avec un rouleau cambridge de grande largeur

Depuis la mécanisation, cet appareil est tracté par des engins agricoles motorisés, alors qu'avant la mécanisation, les rouleaux étaient en bois ou en métal, traînés par des personnes ou des animaux. Les petits rouleaux de jardinage sont toujours tractés à la main.
Les rouleaux de grande largeur sont constitués d'éléments indépendants épousant les déclivités du terrain. Ces éléments sont repliables à l'aide du système hydraulique du tracteur pour le transport.

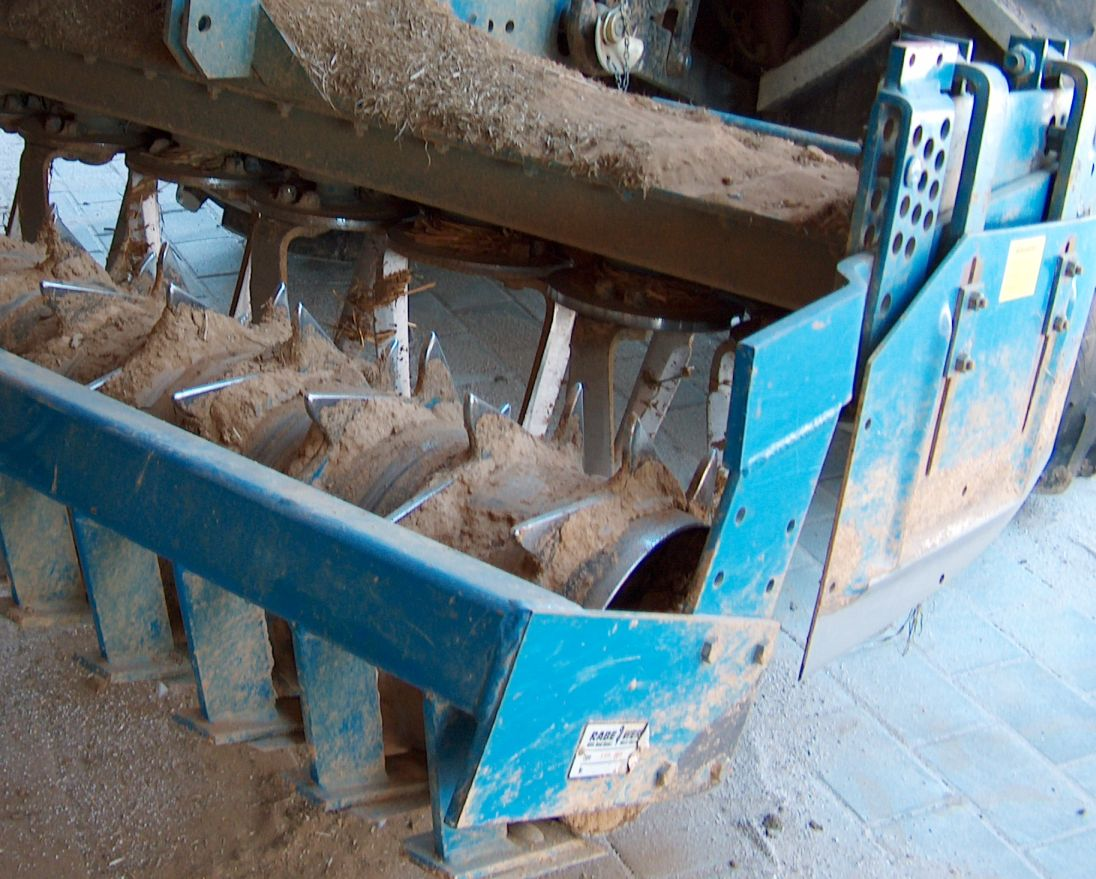
Rouleau type packer avec décrottoirs (en bas), à l'arrière d'une herse rotative. En haut à droite, le système de réglage (trous et gougeon) de position du rouleau qui détermine la profondeur de travail de la herse.

Différents types de rouleaux s'utilisent comme élément d'outils combinés : herses, cultivateurs, semoirs.

## Types de rouleaux
- Rouleaux lisses, il existe des versions ondulées

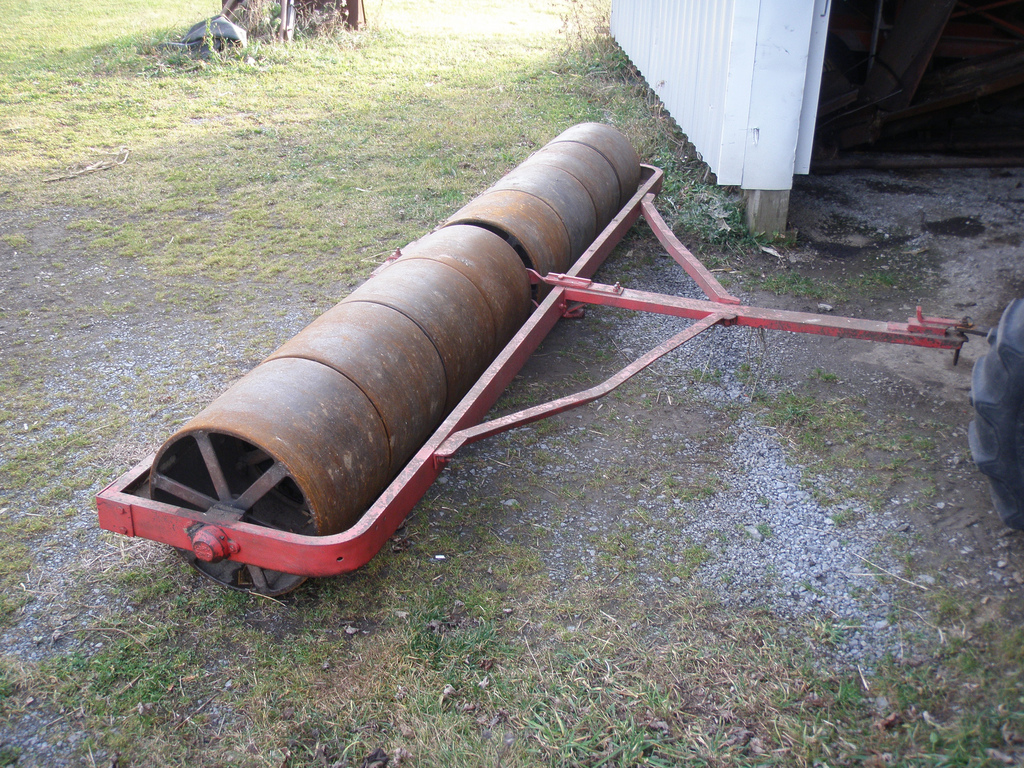
Rouleau lisse

 ;

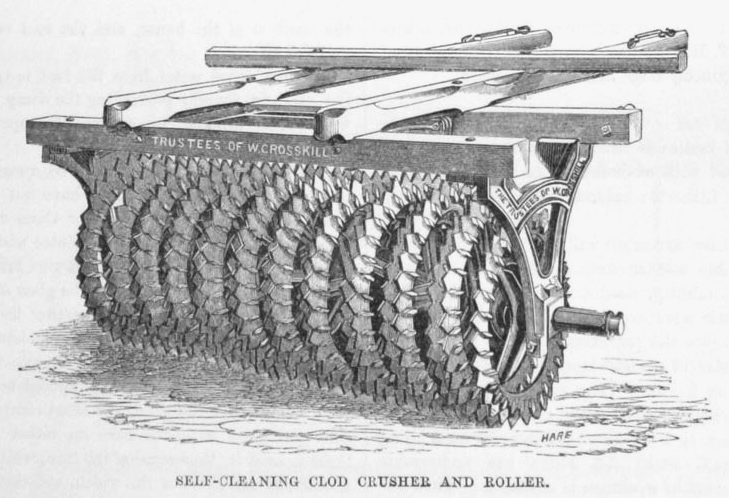
Croquis de l'invention originale de William Crosskill (1840-1841)

- rouleaux culti-tasseurs (cultipackers en anglais) : ce sont des rouleaux lisses munis d'une rangée de dents tous les 10 à 15 cm ;

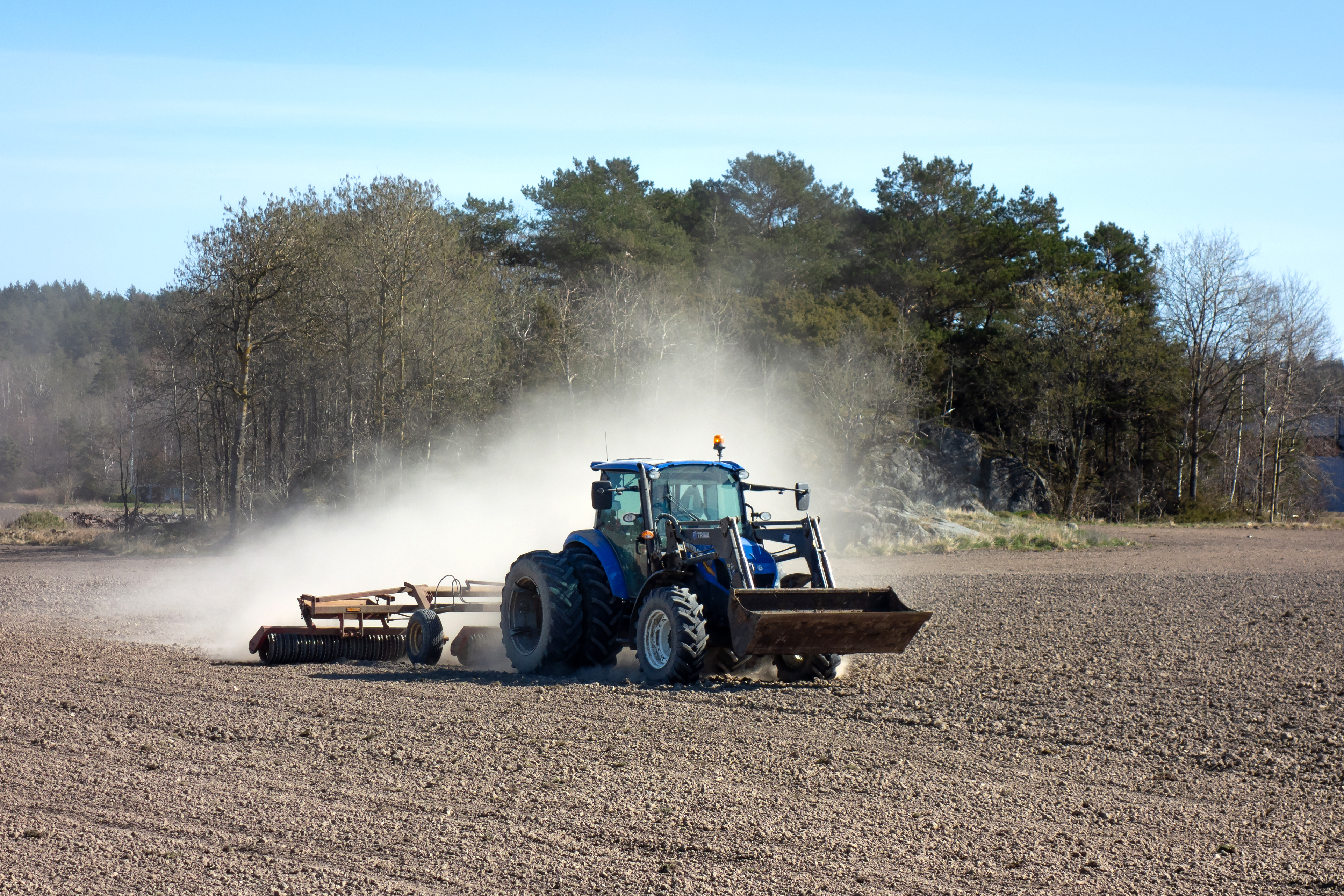
Roulage au cultipacker

- Roulage au cultipackerrouleaux squelettes constitués de nombreux éléments minces  ou d'éléments larges constitués d'une spirale ;
- rouleaux-cages ; version robuste de la herse roulante, utilisée en combiné ;
- rouleaux crosskill : constitués de nombreux disques crénelés en fonte, Les petits disques tassent le sol tandis que les grands disques décentrés tournant à vitesse moindre, brisent les mottes tout en prévenant le bourrage. Ils peuvent être suivis d'un rouleau ondulé ou de crosskillettes.
- rouleau cambridge : variante du croskill qui alterne disques crénelés et disques lisses
- rouleaux étoile (herse norvégienne) : Les disques des modèles précédents sont remplacés par des étoiles ;
- rouleaux farmflex dotés de bandages creux en caoutchouc, surtout utilisés comme roues de rappui à l'arrière des semoirs ou comme tasse-avant ;
- tasse-avant : rouleau placé à l'avant d'un tracteur entre les passages de roues pour compenser le tassement du aux roues du tracteur ; complète avantageusement les imposantes masses avant nécessaires à l'équilibrage des trains de semis portés ; les éléments tasseurs sont des roues à pneus.

## Entretien

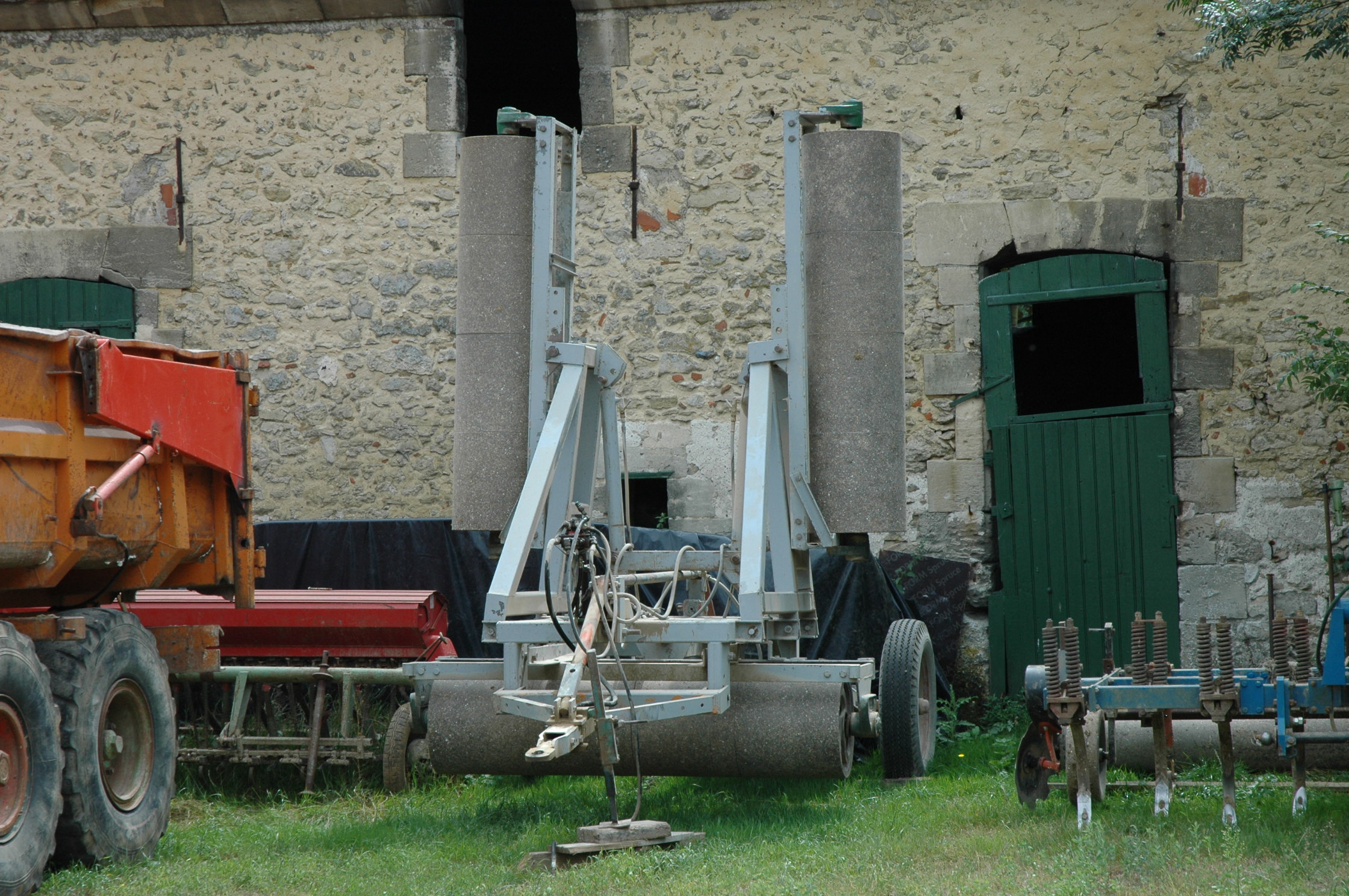
Rouleau lisse à repliage hydraulique en position stockage ou transport

Chaque section de rouleau comprend un graisseur aux deux extrémités de chaque axe. Il faut graisser convenablement régulièrement (l'intervalle de temps entre deux graissages dépend des roulements utilisés par le constructeur : de 8 heures à 2 jours).
Il est également a vérifier s'il n'y a pas de fissure ni de casse sur le rouleau à la suite d'un choc avec une pierre ou un rocher.

## Calendrier républicain
Le rouleau voit son nom attribué au 30e jour du mois de brumaire du calendrier républicain ou révolutionnaire français, généralement chaque 20 novembre du calendrier grégorien.